# Nebula Grand Master Award
De Damon Knight Memorial Grand Master Award, tot 2002 Grand Master Award genoemd, is een prijs die verleend wordt door de Science Fiction and Fantasy Writers of America (SFWA).
De prijs wordt toegekend aan een levende schrijver voor het levenswerk in sciencefiction en/of fantasy. Het is geen officiële Nebula Award, maar wordt wel uitgereikt tijdens de Nebula ceremonie. De prijs werd hernoemd ter nagedachtenis aan Damon Knight die de SFWA had opgericht.

## Winnaars
- 2019 - William Gibson
- 2018 - Peter S. Beagle
- 2017 - Jane Yolen
- 2016 - C.J. Cherryh
- 2015 - Larry Niven
- 2014 - Samuel Delany
- 2013 - Gene Wolfe
- 2012 - Connie Willis
- 2010 - Joe Haldeman
- 2009 - Harry Harrison
- 2008 - Michael Moorcock
- 2007 - James Gunn
- 2006 - Harlan Ellison
- 2005 - Anne McCaffrey
- 2004 - Robert Silverberg
- 2003 - Ursula K. Le Guin
- 2002 - Philip José Farmer
- 1999 - Brian Aldiss
- 1998 - Hal Clement
- 1997 - Poul Anderson
- 1996 - Jack Vance
- 1995 - A.E. van Vogt
- 1994 - Damon Knight
- 1992 - Frederik Pohl
- 1990 - Lester del Rey
- 1988 - Ray Bradbury
- 1987 - Alfred Bester
- 1986 - Isaac Asimov
- 1985 - Arthur C. Clarke
- 1983 - Andre Norton
- 1981 - Fritz Leiber
- 1978 - L. Sprague de Camp
- 1976 - Clifford D. Simak
- 1975 - Jack Williamson
- 1974 - Robert A. Heinlein